# Балуковская
Балуковская — деревня в Харовском районе Вологодской области.
Входит в состав Кумзерского сельского поселения, с точки зрения административно-территориального деления — в Кумзерский сельсовет.
Расстояние по автодороге до районного центра Харовска — 56 км, до центра муниципального образования Кумзера — 7 км. Ближайшие населённые пункты — Пошивчиха, Оденьевская, Пашинская, Глазиха, Андреевская, Давыдовская.
По переписи 2002 года население — 19 человек.